# Liste des centres d'art contemporain en France
Le réseau DCA — association française de développement des centres d'art contemporain fédère une cinquantaine de ces centres d'art contemporain.

## Auvergne-Rhône-Alpes
- Annecy : L'arteppes - espace d'art contemporain
- Annemasse : Villa du Parc, centre d'art contemporain[1]
- Fontaine : VOG, centre d'art contemporain de la ville de Fontaine
- Grenoble : Le Magasin
- Grenoble : centre d'art Bastille (cab)
- Hauteville-Lompnes : centre d'art contemporain de Lacoux (C.A.C.L.)
- Lyon : La Salle de bains
- Montélimar : Château des Adhémar - centre d'art contemporain
- Thiers : Le Creux de l'enfer[1]
- Vienne : Centre d'art contemporain La Halle des bouchers
- Villeurbanne : IAC Institut d'art contemporain
- Brioude : Le Doyenné, espace d'art moderne et contemporain

## Bourgogne-Franche-Comté
- Besançon : Centre d'art Le Pavé Dans La Mare (fermé)
- Bourogne : Espace multimédia Gantner[1]
- Dijon : Le Consortium
- Dijon : Interface[2]
- Montbéliard : Le 19 CRAC (Centre régional d'art contemporain)[1]
- Perrigny : Centre d'art de l'Yonne
- Pougues-les-Eaux : Parc Saint Léger, Centre d'art contemporain
- Vézelay : Fondation Christian et Yvonne Zervos (Yonne)

## Bretagne
- Bignan : Domaine de Kerguéhennec
- Brest : Passerelle Centre d'art contemporain[1]
- Guingamp : Centre d'art Gwinzegal[1]
- Quimper : Le Quartier, centre d'art contemporain (fermé)
- Rennes : La Criée, centre d'art contemporain[1]
- Rennes : 40mcube[1]

## Centre-Val-de-Loire
- Amilly : Les Tanneries
- Bourges : Le Transpalette - Centre d'art contemporain
- Tours : CCC OD - Centre de Création Contemporaine Olivier Debré

## Grand Est
- Altkirch : CRAC Alsace, Centre rhénan d'art contemporain[1]
- Auberive : Centre d'art contemporain de l'abbaye
- Chaumont : Centre national du graphisme Le Signe
- Delme : Centre d'art contemporain - la synagogue de Delme[1]
- Fresnes-au-Mont : Vent des Forêts - centre d'art contemporain[1]
- Goviller : Trace Et Mouvement - Espace d'art contemporain[3]
- Mulhouse : La Kunsthalle[1]
- Mulhouse : Le Séchoir
- Strasbourg : Centre européen d'actions artistiques contemporaines (CEAAC)
- Troyes : Passages / Centre d’art contemporain

## Guyane
- Mana (Guyane) : Centre d'art et de recherche de Mana, CARMA

## Hauts-de-France
- Douchy-les-Mines : CRP/ Centre régional de la photographie du Nord Pas-de-Calais[1]
- Roubaix : Espace Croisé
- Tourcoing : Le Fresnoy
- Valenciennes : Acte de naissance - Galerie L'H du Siège

## Île-de-France
- Aubervilliers : Les Laboratoires
- Brétigny-sur-Orge : CAC Brétigny — Centre d'art contemporain[1]
- Chamarande : Centre artistique et culturel du domaine départemental de Chamarande
- Chelles : Les Églises — Centre d'art contemporain[4]
- Clamart : Centre d'arts plastiques Albert-Chanot
- Gennevilliers : École municipale des beaux-arts - Galerie Édouard-Manet
- Ivry-sur-Seine : Le Crédac[1]
- Juvisy-sur-Orge : École et espace d’art contemporain Camille-Lambert
- Le Blanc-Mesnil : Forum culturel (fermé)
- Malakoff : Maison des arts
- Montreuil : Centre d’art Mira Phalaina - Maison populaire, Le 116, Centre d'art contemporain municipal
- Nanterre : La Terrasse, espace d'art
- Noisy-le-Sec : La Galerie, centre d’art contemporain
- Noisiel : Centre d'art contemporain de la Ferme du Buisson (Scène nationale - Marne-la-Vallée)[1]
- Pantin : Cneai, Centre national édition art image
- Paris : 
  - Bétonsalon - Centre d'art et de recherche[1] & Villa Vassilieff
  - Immanence
  - Jeu de Paume
  - La Maison rouge - fondation Antoine de Galbert (fermée)
  - Palais de Tokyo, centre d'art
  - Le Plateau - Fonds régional d’art contemporain
  - Ygrec ENSA de Paris-Cergy
- Pontault-Combault : Centre photographique d'Île-de-France (CPIF)[1]
- Saint-Denis : Synesthésie
- Saint-Ouen-l'Aumône : Abbaye de Maubuisson
- Versailles : La Maréchalerie
- Vitry-sur-Seine : Galerie municipale Jean-Collet

Le Réseau Tram fédère la plupart de ces centres d'art contemporain franciliens.

## Nouvelle-Aquitaine
- Beaumont-du-Lac : Centre international d'art et du paysage de Vassivière[1]
- Limoges : Centre de recherche sur les arts du feu et de la terre (CRAFT)
- Meymac : Centre d'art contemporain de l'abbaye Saint-André[1]
- Orthez : image/imatge
- Pau : Le Parvis, Centre d'art
- Poitiers : Le Confort moderne
- Royan : Le Centre d'arts plastiques de Royan (C.A.P.)
- Saint-Yrieix-la-Perche : le cdla, Centre des livres d’artistes
- Thouars : Chapelle Jeanne-d’Arc[1]

## Normandie
- Alençon : Les Bains Douches, Lieu d'Art Contemporain
- Cherbourg-Octeville : Le Point du Jour[1]
- Hérouville-Saint-Clair : le WHARF, Centre d'art contemporain (fermé)
- Le Havre : Le Portique (centre régional d'art contemporain du Havre
- Saint-Pierre-de-Varengeville : Matmut pour les arts
- Yvetot : Galerie Duchamp, centre d'art contemporain de la ville[1]

## Occitanie /Pyrénées-Méditerranée
- Albi : Centre d'art Le LAIT[1]
- Auch : Memento (centre d'art contemporain)
- Cajarc : Maison des arts Georges et Claude Pompidou, centre d'art contemporain[5],[1]
- Colomiers : Pavillon blanc Henri-Molina, médiathèque et centre d'art
- Ibos : Le Parvis, centre d'art contemporain
- Lectoure : Centre d'art et de photographie de Lectoure
- Montpellier : MO.CO.[1]
- Nègrepelisse : La Cuisine, centre d'art et de design
- Perpignan : À cent mètres du centre du monde (ACMCM)
- Saint-Gaudens : La Chapelle Saint-Jacques, centre d'art contemporain[1]
- Toulouse : BBB centre d'art
- Sète : Centre régional d'art contemporain Occitanie (CRAC)
- Perpignan : Centre d'Art Contemporain (CAC)

## Pays de La Loire
- Château-Gontier : Le Carré - Centre d'art contemporain la Chapelle du Genêteil[1]
- Pontmain : Centre d'art contemporain
- Saint-Nazaire : Le Grand Café, centre d'art contemporain[1]

## Provence-Alpes-Côte d'Azur
- Aix-en-Provence : 3 bis f, lieu d'arts contemporains
- Cannes : La Malmaison
- Carros : Centre international d'art contemporain (CIAC)
- Châteauvert : CACC Centre d'Art Contemporain de Châteauvert
- Digne-les-Bains : Le CAIRN centre d'art
- Embrun : Les Capucins
- Hyères : La Villa Noailles[1]
- Istres : Centre d'art contemporain
- La Seyne-sur-Mer : La Villa Tamaris
- Marseille : Le CIRVA, centre de recherche international sur le verre et les arts plastiques ; Triangle France
- Mouans-Sartoux : Espace de l'art concret[1]
- Nice : La Villa Arson
- Sainte-Anastasie-sur-Issole : CASA Centre d'Art Contemporain de Sainte-Anastasie
- Toulon : L'hôtel des Arts